# Teleocichla cinderella
Teleocichla cinderella är en fiskart som beskrevs av Kullander, 1988. Teleocichla cinderella ingår i släktet Teleocichla och familjen Cichlidae. Inga underarter finns listade i Catalogue of Life.